# Walter Dreß
Walter Heinrich Georg Dreß (* 18. Juni 1904 in Berlin; † 6. Februar 1979 ebenda) war ein deutscher evangelischer Theologe (Kirchenhistoriker) und Pfarrer.

## Leben
Dreß, ein Sohn des Kaufmanns Heinrich Dreß, begann 1922 das Studium der Evangelischen Theologie an der Universität Tübingen, wo er sich der Akademischen Verbindung Igel anschloss. Dort begegnete er Dietrich Bonhoeffer, der im Sommersemester 1923 sein Theologiestudium ebenfalls in Tübingen begann. 1923 wechselte er an die Universität zu Berlin, wo sich die Freundschaft mit Bonhoeffer vertiefte. Durch Bonhoeffer lernte er dessen jüngste Schwester Susanne kennen, mit der er sich 1927 (zunächst heimlich) verlobte und die er am 14. November 1929 heiratete.
Dreß´ wichtigster Lehrer war Karl Holl, auf dessen Anregung er 1926 eine Dissertation über den italienischen Humanisten Marsilio Ficino begann. 1927 wurde er zum Dr. theol. promoviert. Als Assistent von Erich Seeberg habilitierte er sich 1929 ebenfalls in Berlin mit einer Arbeit über den französischen Mystiker Jean Gerson. Anschließend wurde er Provinzialvikar beim Generalsuperintendenten Wilhelm Haendler. 1931 nahm er einen Ruf als ordentlicher Professor an der Luther-Akademie in Dorpat an, kehrte aber schon 1932 an die Universität Berlin zurück. Dreß trat zum 1. Mai 1933 der NSDAP bei (Mitgliedsnummer 1.596.806), war bald aber ein aktives Mitglied der Bekennenden Kirche. Am 1. April 1937 wurde er zum Dozenten für Kirchengeschichte an der von ihr getragenen Kirchlichen Hochschule Berlin berufen. Aufgrund dieses Engagements wurde ihm 1938 venia docendi an der Universität entzogen, im selben Jahr schied er aus der Partei aus. Nach der Verhaftung Martin Niemöllers übernahm er im Sommer 1938 dessen Pfarrstelle in der Kirchengemeinde Berlin-Dahlem. Da er sich, im Gegensatz zu den entschiedenen Vertretern des Kirchlichen Notrechts, den von den Nationalsozialisten kontrollierten Kirchenbehörden unterstellte, kam es zu Spannungen mit dem von der Bekenntnisgemeinde als Nachfolger Niemöllers angestellten Helmut Gollwitzer und mit seinem Pfarrerkollegen Fritz Müller. Dreß setzte aber seine Dozententätigkeit an der Kirchlichen Hochschule bis zu deren Schließung 1941 fort und betreute auch in den Kriegsjahren weiterhin seine Gemeinde, während seine Frau  mit den beiden Söhnen im Ferienhaus ihrer Eltern in Friedrichsbrunn im Harz lebte.
Ab 1946 übernahm Dreß die Professur für Kirchengeschichte an der wieder eröffneten Kirchlichen Hochschule Berlin. Nach der Rehabilitation an der Humboldt-Universität 1945 hatte er auch dort einen Lehrauftrag, den er aber nach dem Bau der Berliner Mauer 1961 nicht mehr wahrnehmen konnte. 1965/ 66 amtierte er als Rektor der Kirchlichen Hochschule.
Dreß' Forschungsschwerpunkte waren die Kirchengeschichte des Spätmittelalters und der Reformationszeit.
Seine Frau Susanne und er hatten zwei Söhne: Michael (1935–1975) und Andreas (1938–2024).

## Schriften (Auswahl)
- Die Mystik des Marsilio Ficino. de Gruyter, Berlin 1929.
- Die Theologie Gersons. Gütersloh 1931 (Nachdruck Olms, Hildesheim, New York 1977).
- Versuchung und Sendung. Luthers Zeugnis für die Gegenwart. Brunnen, Gießen 1937 (2. Aufl. Bertelsmann, Gütersloh 1951).
- Johann Friedrich Immanuel Tafel 1796–1863. Ein Lebensbericht. Swedenborg-Verlag, Zürich 1979.
- Evangelisches Erbe und Weltoffenheit. Gesammelte Aufsätze. Hrsg. von Wolfgang Sommer. CZV-Verlag, Berlin 1980.